# Frankie Avalon
Frankie Avalon, född Francis Thomas Avallone den 18 september 1940 i Philadelphia, Pennsylvania, är en amerikansk skådespelare, sångare och tidigare tonårsidol. Avalon har haft hits med sånger som "DeDe Dinah", "I'll Wait for You", "Venus", "Bobby Sox to Stockings", "A Boy Without a Girl", "Just Ask Your Heart", "Why" och "You are Mine". Han medverkade under 1960-talet i en serie beach party-filmer, ofta tillsammans med Annette Funicello, som duon "Frankie & Annette". Frankie Avalon har även spelat i Grease, filmen från 1978 och i uppsättningar av musikalen, i rollen som Teen Angel.

## Filmografi i urval
- 1957 – Jamboree
- 1960 – Duell i flammor
- 1960 – Alakazam the Great (engelsk röst)
- 1960 – The Alamo
- 1961 – SOS! Jorden brinner!
- 1961 – Skepp o'skoj
- 1962 – Panik år noll
- 1963 – Beach Party
- 1963 – Rawhide (TV-serie)
- 1963–1965 – Burke's Law (TV-serie)
- 1964 – Muscle Beach Party
- 1964 – Bikini Beach
- 1964 – Pajama Party
- 1965 – Beach Blanket Bingo
- 1965 – Svedala, alla gånger
- 1965 – Ski Party
- 1965 – How to Stuff a Wild Bikini
- 1965 – Dr. Goldfoot and the Bikini Machine
- 1966 – Fireball 500
- 1968 – Skidoo
- 1971 – Love, American Style (TV-serie)
- 1978 – Kärlek ombord (TV-serie)
- 1978 – Grease
- 1978 – Frankie and Annette: The Second Time Around (TV-film)
- 1980 – Fantasy Island (TV-serie)
- 1982 – Gänget och jag (TV-serie)
- 1987 – Back to the Beach
- 1989 – Troop Beverly Hills
- 1991 – Huset fullt (TV-serie)
- 1995 – Mord, mina herrar (TV-serie)
- 1995 – Casino
- 1995 – A Dream Is a Wish Your Heart Makes: The Annette Funicello Story (TV-film)
- 2001 – Sabrina tonårshäxan (TV-serie)
- 2007 – Mr. Warmth: The Don Rickles Project
- 2018 – Papa